# Sintel
Sintel (tytuł roboczy Durian) – krótki film animowany wykonany w technice animacji komputerowej, wyprodukowany przez Blender Institute, oddział Blender Foundation, specjalizujący się w tworzeniu filmów i gier otwartej treści (Open Content).
Podobnie jak Elephants Dream i Big Buck Bunny, wyprodukowane przez Blender Foundation, film został stworzony przy użyciu Blendera, programu do animacji dostępnego na zasadach wolnego oprogramowania.

## Ogólne informacje
Prace nad filmem rozpoczęły się w maju 2009 r. Oficjalna premiera filmu odbyła się 27 września 2010 r. podczas Netherlands Film Festival. Film został opublikowany w internecie 30 września 2010 r.

## Fabuła
Film opowiada o Sintel, dziewczynie, która wyleczyła i przygarnęła młodego smoka. W momencie gdy smok zostaje porwany przez większego smoka, dziewczyna wyrusza na jego poszukiwania.

## Licencja
Produkcja filmu została sfinansowana przez Blender Foundation z darowizn od wspólnoty użytkowników Blendera, wpływów z przedsprzedaży oraz wpłat od komercyjnych sponsorów.
Zarówno ostateczna wersja filmu jak i dane produkcyjne zawierające informacje o animacjach, modelach, teksturach, są dostępne na licencji Creative Commons Uznanie Autorstwa. Oznacza to, że wolno dowolnie wykorzystywać i kopiować film pod warunkiem podania informacji o autorach filmu.

## Informacje techniczne
Sintel jest czwartym po Elephants Dream, Big Buck Bunny i Yo Frankie! projektem stworzonym przez Blender Foundation. 

### Ulepszenia Blendera
Tak jak przy poprzednich projektach Blender Institute, programiści prowadzili szerokie prace nad ulepszeniem i rozszerzeniem możliwości oprogramowania dla potrzeb ekipy produkującej film. Ulepszenia zostały wprowadzone do interfejsu użytkownika, systemu cząsteczek, sculptingu (rzeźbienia), shadingu (cieniowania), potokowania renderingu, więzów oraz symulacji dymu. Zmiany opublikowano w Blenderze w wersji 2.50 alpha oraz 2.54 beta.